# Mount Schaefer
Mount Schaefer ist ein 1825 m hoher Berg im ostantarktischen Viktorialand. In den Admiralitätsbergen markiert er den westlichen Ausläufer der Robinson Heights.
Der United States Geological Survey kartierte ihn anhand eigener Vermessungen und Luftaufnahmen der United States Navy aus den Jahren von 1960 bis 1963. Das Advisory Committee on Antarctic Names benannte ihn 1970 nach dem Biologen Paul W. Schaefer (* 1940), der im Rahmen des United States Antarctic Research Program von 1966 bis 1967 auf der McMurdo-Station tätig war.